# Excastra
Excastra là một chi bọ cánh cứng thuộc họ Xén tóc. Chi Excastra chứa duy nhất một loài là Excastra albopilosa. Loài này có lông, và được cho là đã tiến hóa để bắt chước hình dạng của một loài côn trùng bị nhiễm nấm để tự vệ khỏi bị ăn thịt.
Mẫu định danh của Excastra albopilosa là tiêu bản duy nhất của loài này được tìm thấy, có chiều dài 9,7 mm (0,38 in).